# Chitaura samanga
Chitaura samanga är en insektsart som först beskrevs av George Clifford Carl 1916.  Chitaura samanga ingår i släktet Chitaura och familjen gräshoppor. Inga underarter finns listade i Catalogue of Life.